# KN-24
KN-24, oficiálně Hwasongpho-11Na (korejsky: 《화성포-11나》형) je severokorejská taktická balistická raketa krátkého doletu (SRBM) na tuhé palivo.

## Popis

KN-24

Balistická raketa KN-24 má vnější podobnost s americkou raketou ATACMS. Jeden z rozdílů spočívá v tom, že aerodynamická žebra na zadní části rakety jsou s největší pravděpodobností pevná a nikoli skládací jako u ATACMS. Odpalovací zařízení tak musí mít obdélníkový průřez. Ačkoli je raketa navenek podobná ATACMS, tak KN-24 prokázala větší dosah, což naznačuje, že její fyzické rozměry jsou větší než u americké rakety.
Stejně jako ATACMS létá raketa KN-24 po tzv. kvazibalistické trajektorii. Její maximální apogeum je do 50 km, což umožňuje křídlům rakety udržet aerodynamickou kontrolu nad letem.
Přesnost rakety KN-24 se odhaduje okolo 100 m CEP s využitím satelitního navádění, anebo do 200 m CEP s využitím inerciálního navádění. Bojová hlavice unese odhadem 400 – 500 kg užitečného zatížení a může být buď konvenční unitární, anebo submuniční. Podobně jako rakety KN-23 nahradí KN-24 starší severokorejské SRBM na kapalná paliva Hwasong-5 a Hwasong-6. Rakety KN-24 tak plní podobnou roli jako rakety KN-23.

## Historie
K prvnímu zkušebnímu odpálení KN-24 došlo 10. srpna 2019 poblíž města Hamhung, přičemž dvě rakety dosáhly apogea 48 km a dosahu 400 km při rychlosti 2,1 km/s. O pár dní později 16. srpna 2019 byly z Tongchonu vypáleny další dvě rakety do apogea 30 km s dosahem 230 km, což demonstrovalo sníženou trajektorii.
Dne 21. března 2020 byly ze Sonchonu vypáleny další dvě rakety s dosahem 410 km s apogeem 50 km. Dne 17. ledna 2022 byly z letiště Sunan v Pchjongjangu odpáleny další dvě rakety. Rakety uletěly 380 km a dosáhly apogea 42 km s maximální rychlostí 5 Mach (1,5 - 1,8 km/s).
Zkušební střelby byly provedeny za účelem kontroly připravenosti a ověření kvality sériově vyráběných raket.